# 香月熊雄
香月 熊雄（かつき くまお、1916年1月25日 - 1995年6月18日）は日本の政治家。 佐賀県知事を務めた。

## 生涯
1916年1月25日、佐賀県杵島郡白石町で出生。鹿児島高等農林学校（現・鹿児島大学農学部）を卒業後、佐賀県庁に入庁。農林部長を15年務めた後、県農協中央会副会長となった。その後、副知事を経て、1979年の佐賀県知事選挙で初当選。1991年まで連続3期12年を務めた。在任中、広大な環濠集落が見つかった吉野ヶ里遺跡の保存を決めている。4選となる1991年の選挙への出馬にも意欲を示したが、前年に胆石手術で入院するなど健康上の問題があり、多選への批判もあった事から出馬を断念。副知事の井本勇が後継者となった。1991年に勲二等旭日重光章を受章、1995年6月18日、心不全のため逝去。享年79。